# Arixiuna
Arixiuna is een kevergeslacht uit de familie van de boktorren (Cerambycidae). De wetenschappelijke naam van het geslacht werd voor het eerst geldig gepubliceerd in 1992 door Martins & Galileo.

## Soorten
Arixiuna omvat de volgende soorten:
- Arixiuna longula (Bates, 1881)
- Arixiuna prolixa (Bates, 1872)
- Arixiuna varians (Bates, 1881)